# 雪佛兰科尔维特

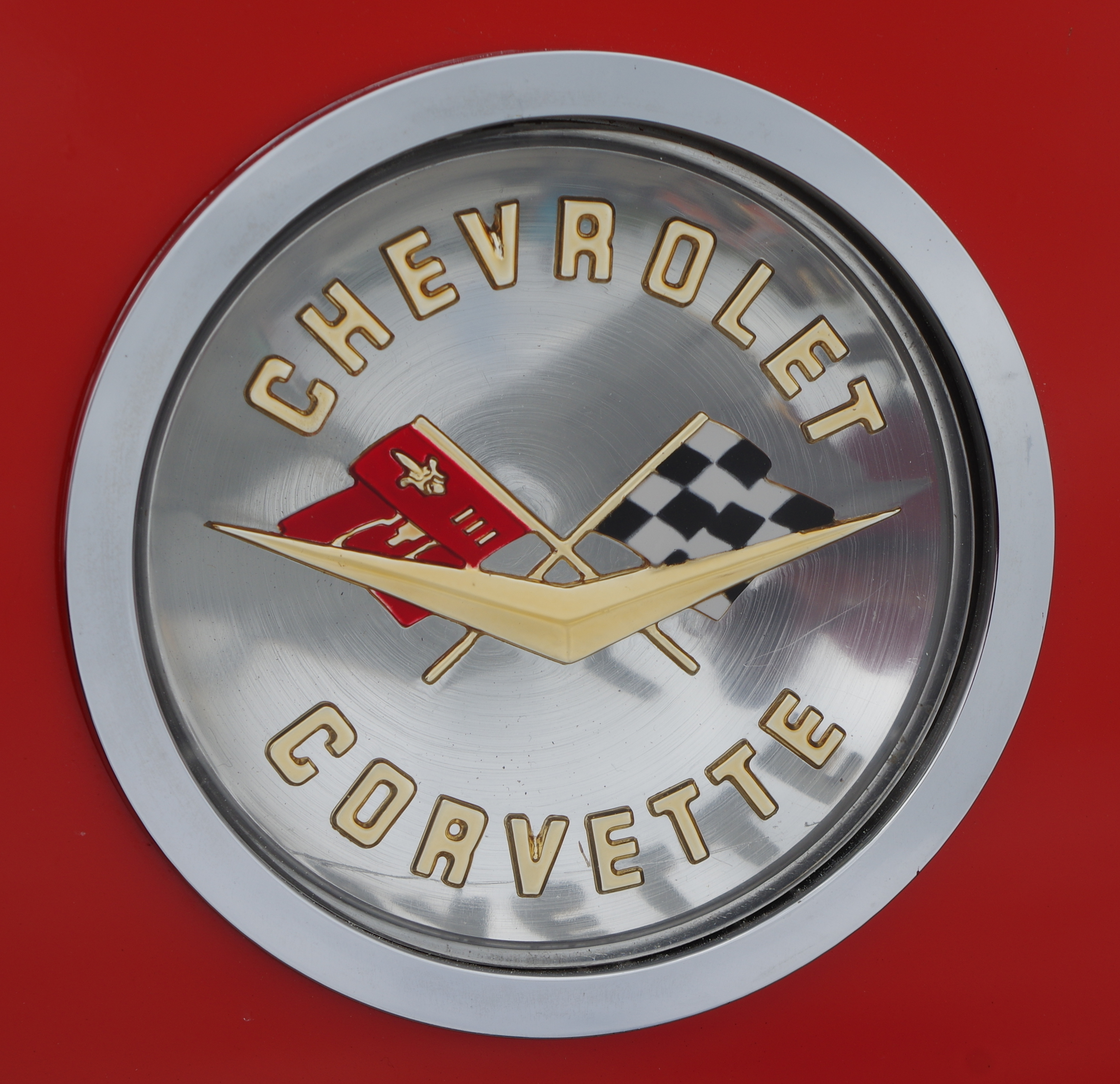
首代科尔维特的經典標誌

雪佛兰科尔维特（Chevrolet Corvette），又名克尔维特，是美国通用公司旗下雪佛兰品牌旗艦超级跑车之一。自1953年生产至今，共衍生出8代车型。
长久以来，科尔维特被认为是美国跑车的代表之作。它在美式跑车中以操控性能出众著称和高性价比成为其成功的一大原因；自1981年以来，所有科尔维特都在位于肯塔基州的鲍灵格林工厂生产。

## 历史

### 第一代（代号C1，1953年-1962年）
首次发布于1953年的纽约车展，同年6月30日开始生产。
初期搭载3.8升直列六缸引擎，1955年起可选4.3升V8引擎，加速能力得到显著提升，0-60英里加速可以减少1.5秒。1956年版本采取了更新的外形设计，并首次采用早期机械式的燃油喷射系统，可以产出每立方英寸一马力的动力输出，在当时算是相当先进的水準，采用非独立的硬轴式悬挂。

### 第六代（代号C6，2005年-2013年）

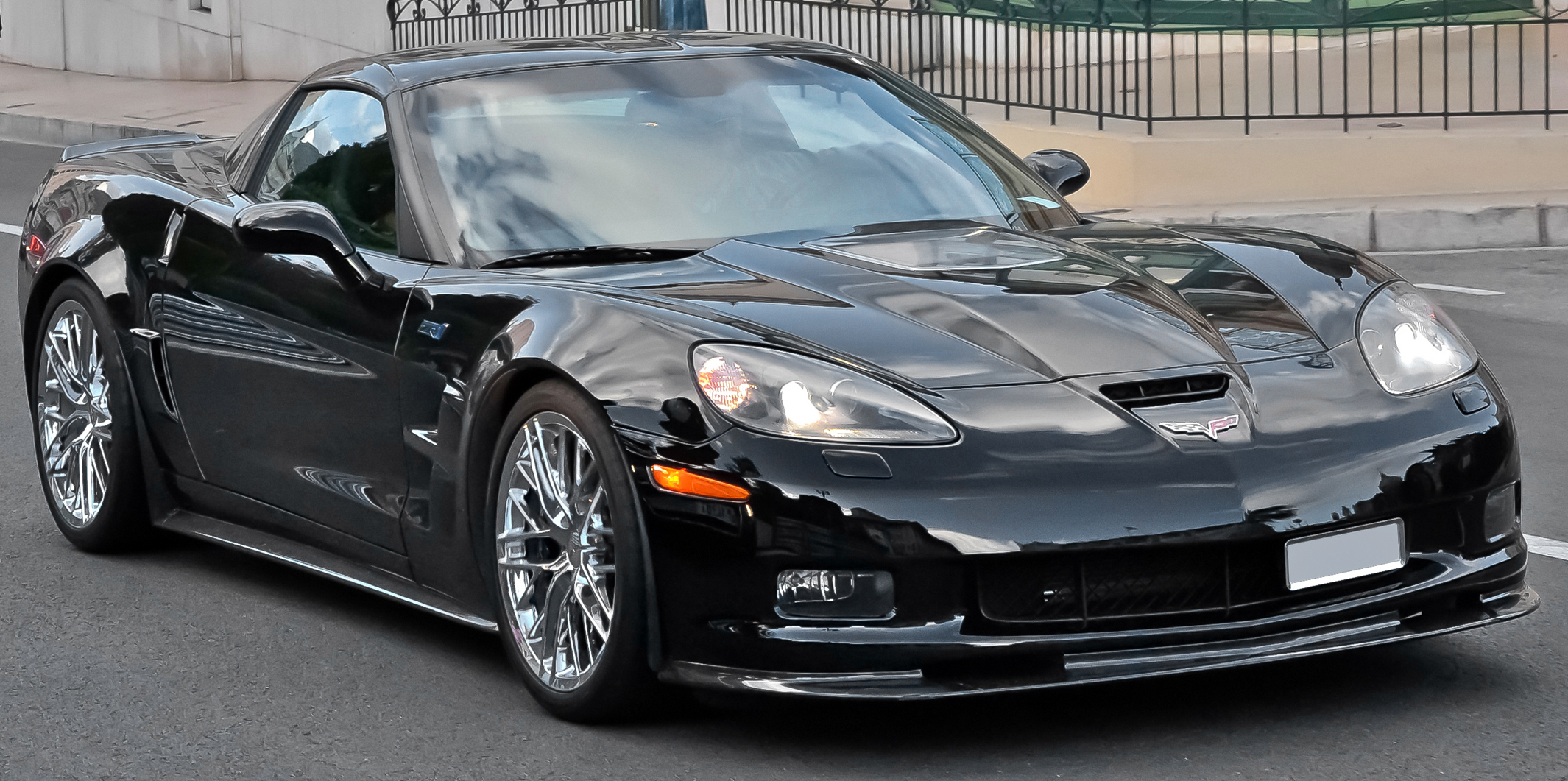
ZR1

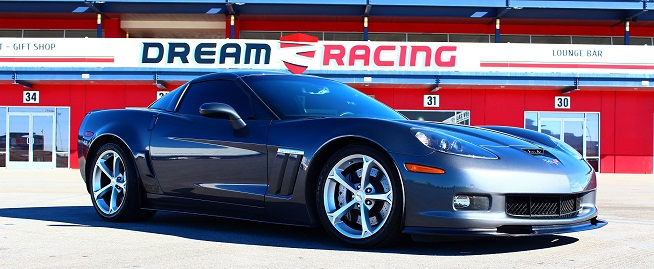
2010年Corvette Grand Sport

六代科爾維特2004年夏季開始量產，採用鋁合金材料打造的車身，進行無數次風洞測試（風阻值0.28）並引用C5-R賽車概念，成為設計師開發C6的靈感，比起前一代車型，車身短了五吋、車寬窄一吋，並具有改進的抗升力特性，可提高高速穩定性。搭載6.0升排氣量第四代LS2八缸引擎，最大馬力推至400匹，扭力亦高達55.1公斤米，C6車重僅有1470公斤，0-100km/h加速為4.5秒，極速可達300km/h。
2008年發表小改款科爾維特：使用新的LS3八缸引擎與增加到6.2升的排氣量，馬力小幅提升到430匹馬力和58.6公斤米的扭力，可選配雙模式排氣系統。6速手動變速變還改進了換檔過程中更積極和更直接的感覺，使得96km/h加速為4.3秒，而6速自排變速箱搭配換檔撥片96km/h加速為4.3秒，極速可達310km/h。
2009年發表全新科爾維特 C6 ZR1，搭載6.2升LS9八缸引擎，加上Eaton TVS R2300機械增壓器，可榨出高達638匹馬力以及83.6公斤米的扭力，330km/h的極速也是C6之最。ZR1的底盤與Z06非常類似，都是使用鋁合金材質打造，不過為了大幅減重，ZR1大量使用碳纖維複合材料打造車身結構，因此造就出1544公斤的輕量化車重。ZR1有著強大的制動系統，獨有的藍色前六活塞前卡鉗和後四活塞卡鉗，搭配前直徑為394mm後直徑為380mm的大型煞車碟盤，其特點是碳纖維陶瓷複合式煞車系統。僅在少數異國和更昂貴的超級跑車上發現，由碳纖維增強陶瓷碳化矽材料製成。它們的優勢在於品質高，耐磨且不容易熱衰退。

### 第七代（代号C7，2014年-2019年）

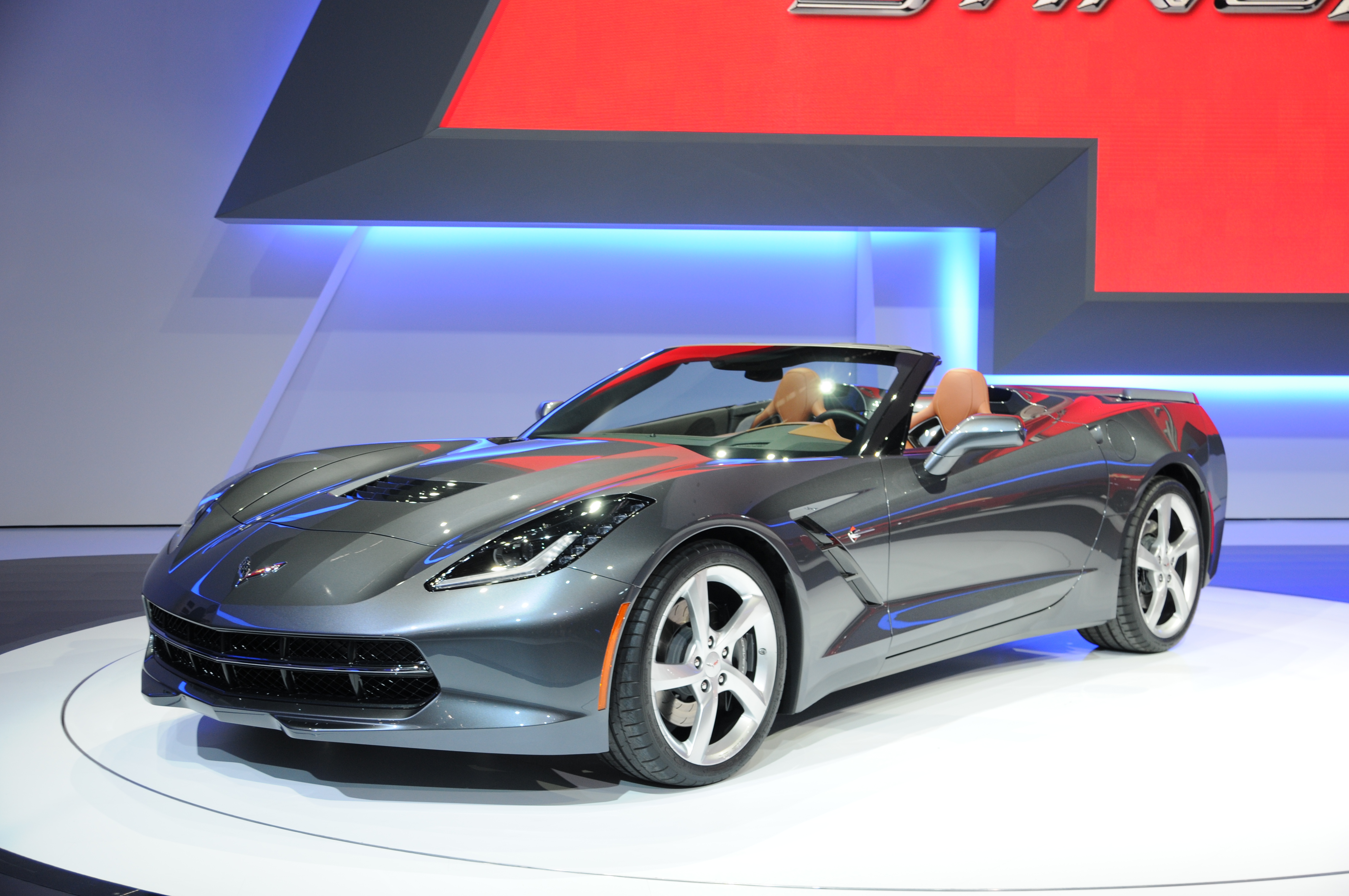
Stingray敞篷車

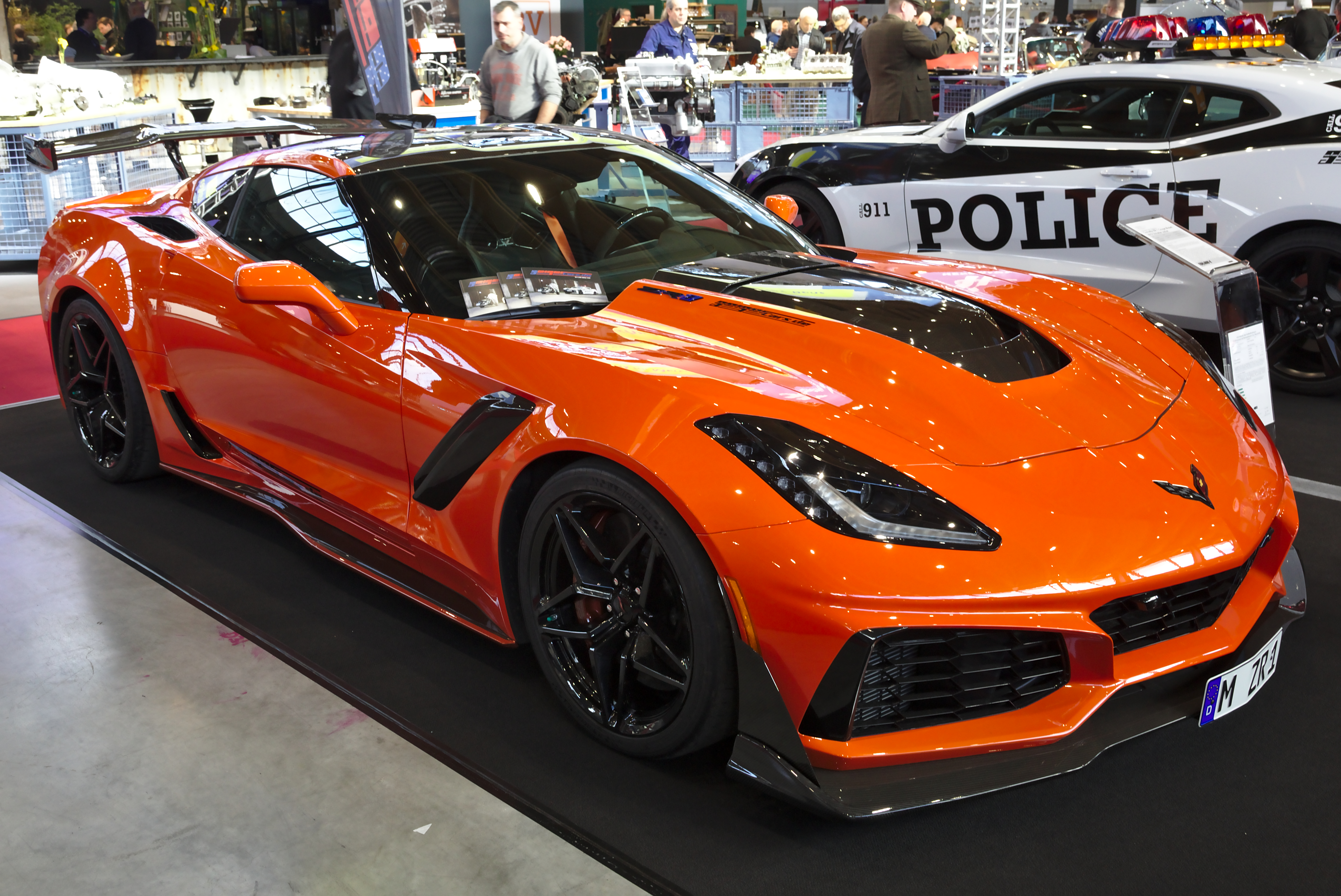
ZR1

第七代科爾維特的開發始於2007年。原定於2011年推出，但推出時間推遲了三年。最終在2014年發表。 有考慮使用中置後驅和後置後驅佈局，但還是選擇前置後驅平台以降低生產成本。
於2019年發表新一代ZR1。此型號配備新的LT5引擎。與Z06同樣採用6.2升機械增壓V8引擎，這樣的配置其實從上一代ZR1就已經沿用至今，但這次在許多部份做了更大的升級修改，其代號為LT5與650hp的Z06 LT4最大的不同，是使用了出風量提升52%的增壓器本體，以及更高效率的中冷器，並且還運用上GM集團的首款結合缸內直噴與進氣歧管多點噴射的雙供油系統，因而擁有最大動力輸出755匹馬力與98.7公斤米的扭力。除了配置七速手排以外，ZR1還首次提供了八速自排。0-100km/h加速僅需3.3秒，最高時速據官方宣稱可超過338km/h。另外ZR1也提供ZTK Performance Package選配套件給予選擇，除了配備可調式大型尾翼之外，還具有MRC(Magnetic Ride Control)電磁液壓主動反應懸吊系統以及米其林 Pilot Sport Cup 2強化過彎表現。
最後一輛黑色科爾維特Z06（也是最後一輛前置引擎的科爾維特），於2019年6月28日在Barrett-Jackson拍賣會上以270萬美元成交。

### 第八代（代号C8，2020年-至今）

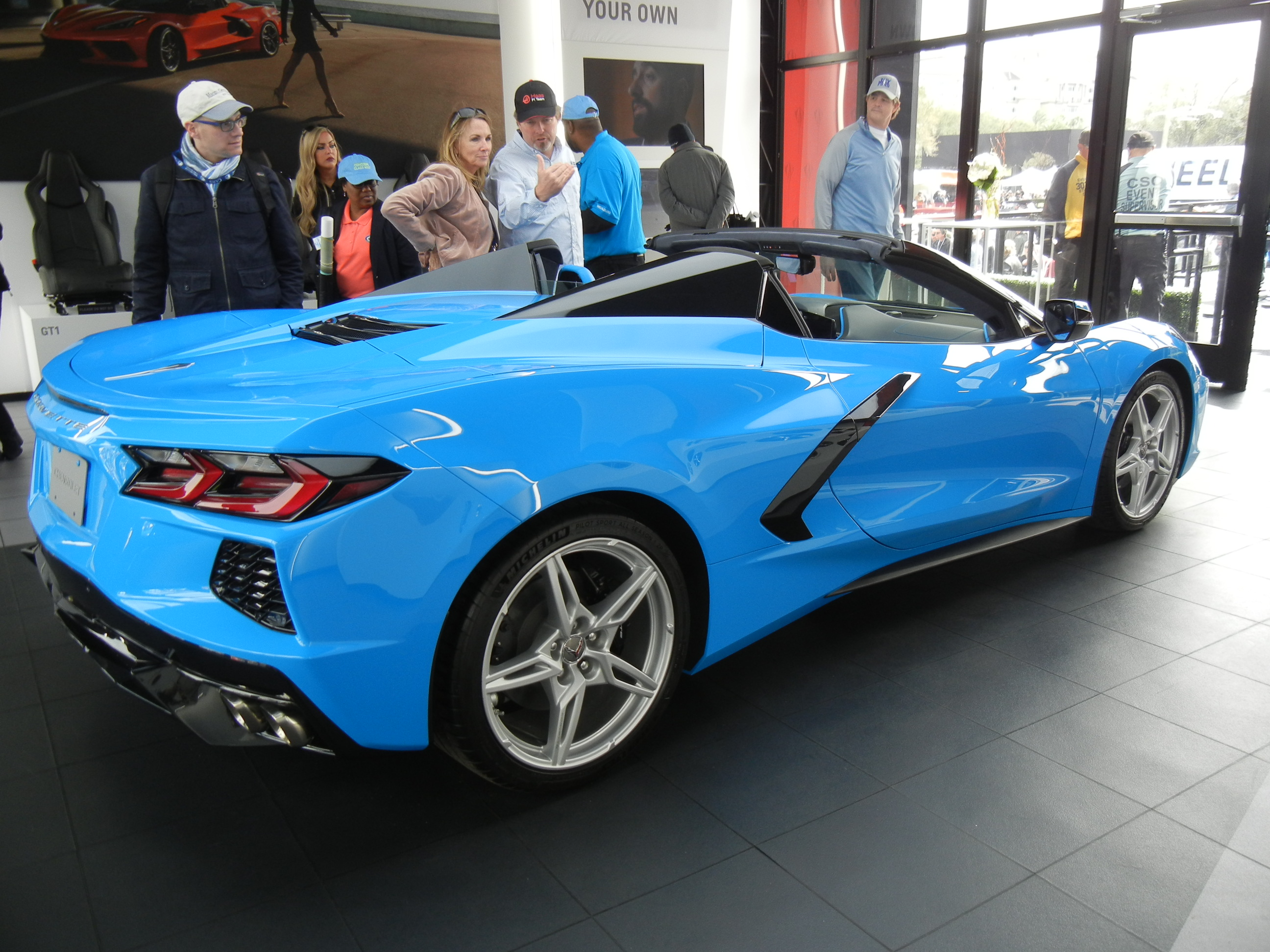
2020年Chevrolet Corvette

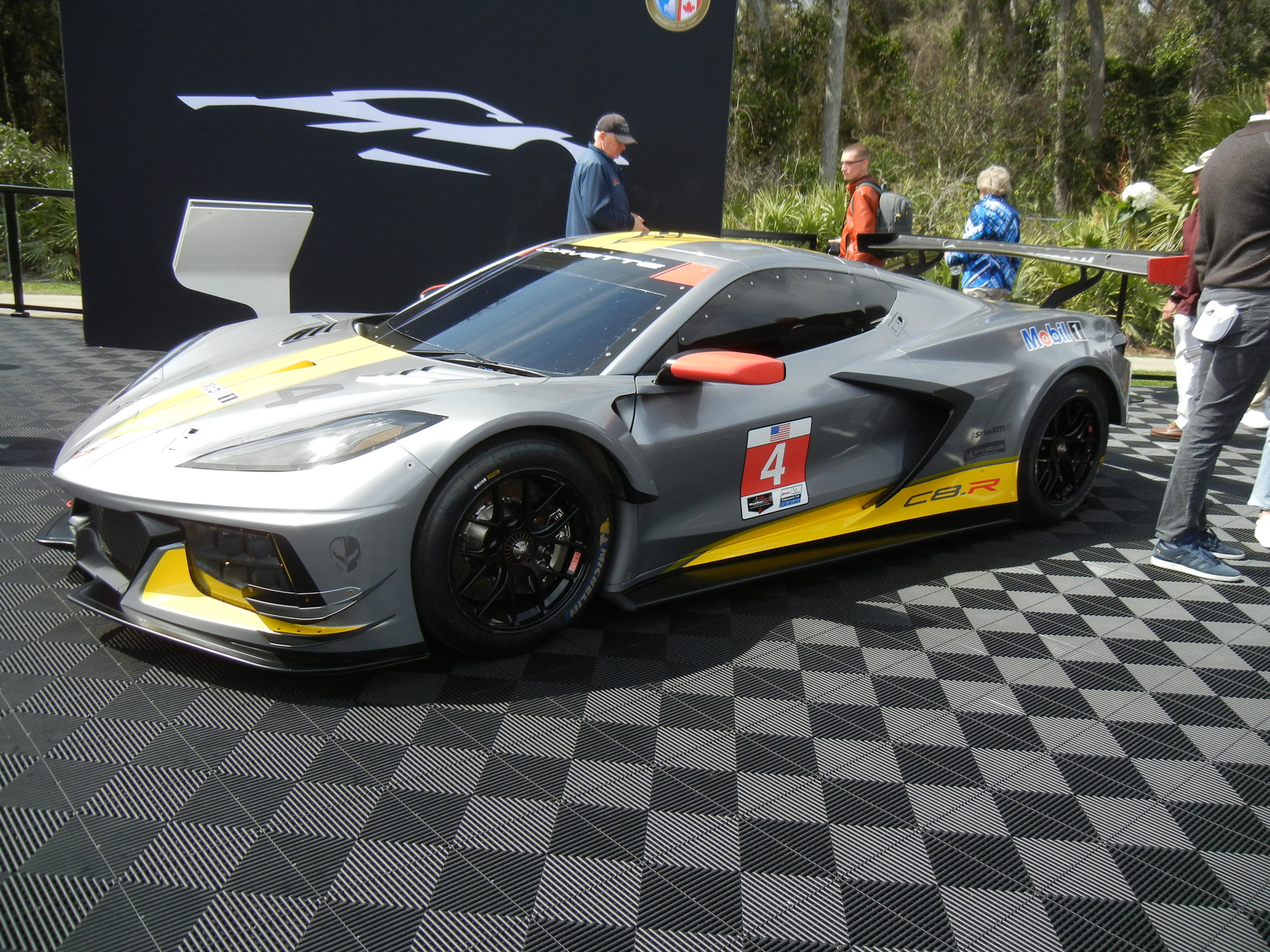
2020年Chevrolet Corvette C8.R

第八代科爾維特于2019年7月18日發表，且保留慣有的可拆卸車頂。而敞篷車款式於10月2日在佛羅里達的甘迺迪太空中心連同C8.R賽車一起發表。
科尔维特C8首次採用硬頂敞篷，只要車速在48km/h以下，車主都可利用按鍵於16秒鐘的時間快速開篷。跑車和敞篷車均提供由6.2升自然進氣V8引擎，可產生490匹馬力和64.2公斤的扭力，而在選配Z51性能套件後可提升5匹馬力，靜止加速至時速96km/h僅需2.9秒。
它更是首款配置後置中置引擎的科爾維特，這也是通用汽車自1984年的龐帝克Fiero以來的第一款後置中置引擎量產車。不提供手排變速箱，全系搭载八速雙離合自动變速箱。由於C8的車高非常低，因此配備了前懸吊升降系統，車頭行駛高度可於2.8秒內增高4公分。
2020年1月，該車成為當週在Barrett-Jackson拍賣會上出售的最昂貴的慈善車，售價為300萬美元。由美國NASCAR車隊老闆兼汽車收藏家Rick Hendrick買下，所得也將捐助底特律兒童基金會。

## 科尔维特车标含义
科尔维特的车标为椭圆底上的两面旗帜，左面的旗帜为黑白格旗，表示该车为参加公路赛的运动车，右面的旗帜则印有雪弗兰标志和代表胜利的奖杯鲜花。

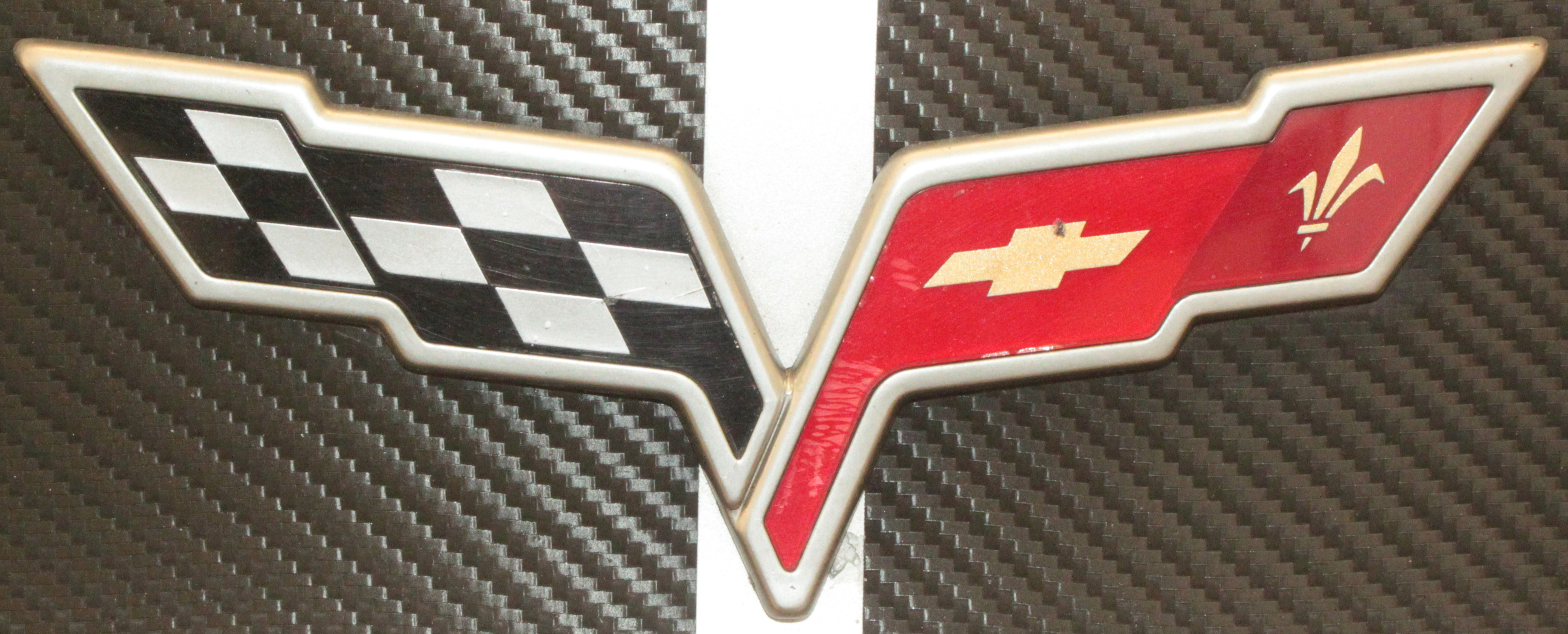
Corvette Logo

## 科尔维特轶事
- 2009年6月上映的电影《变形金刚：復仇之戰》中，汽车人阵营的橫砲即以一辆银色科尔维特概念跑车为扫描对象，此外，自从1999年参加勒芒24小时耐力赛以来科尔维特始终与奥迪R8在参赛成绩上竞争的难解难分，导演特意安排了一段以科尔维特为原型的横炮和以奥迪R8为原型的邊路的对决，最终横炮完胜邊路。
- 在中国大陆，由于其商标与中国大陆汽车品牌五菱相似，因此也被称为五菱汽车，巧合的是两者均为通用汽车旗下品牌，而有部分车主在车尾贴上“五菱宏光”字样以恶搞。

## 赛场争雄
- 自从科尔维特1999年参加勒芒24小时耐力赛以来，几乎垄断了GTS组的冠军头衔
- 2001年至2004年勒芒24小时耐力赛GTS组四连冠
- ALMS 赛事GT1级连续八年车队和制造商冠军